# Galatheoidea

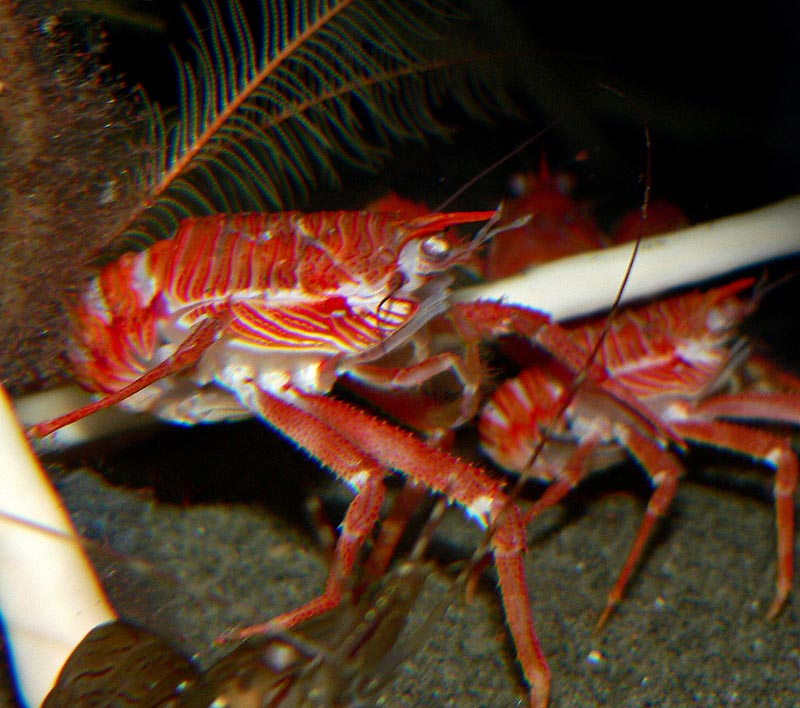
Munida quadrispina.

Galatheoidea Samouelle, 1819 é uma superfamília de crustáceos decápodes da infraordem Anomura que, entre outras, inclui as importantes famílias Porcellanidae (caranguejos-porcelana) e Galatheidae (sastres). Apesar das semelhanças morfológicas e de por vezes receberem os mesmos nomes comuns, a relação filogenética com a superfamília Chirostyloidea é distante. O registo fóssil conhecido desta superfamília estende-se, através do género Palaeomunidopsis, até ao Jurássico. Conhecem-se cerca de 1100 espécies extantes.

## Descrição
Os membros deste taxon são simétricos como as lagostas, mas apresentam o abdómen dobrado ventralmente. São bentónicos, ocorrendo em fundos rochosos e arenosos, sendo em geral carnívoros (alimentam-se de pequenos crustáceos e poliquetas) ou necrófagos.

## Classificação
A superfamília Galatheoidea inclui cerca de 1100 espécies agrupadas nas seguintes famílias e géneros:
- Galatheidae Samouelle, 1819
  - † Acanthogalathea Müller & Collins, 1991 – Upper Eocene
  - Alainius Baba, 1991
  - Allogalathea Baba, 1969
  - Allomunida Baba, 1988
  - Coralliogalathea Baba & Javed, 1974
  - Fennerogalathea Baba, 1988
  - Galathea Fabricius, 1793
  - Janetogalathea Baba & Wicksten, 1997
  - Lauriea Baba, 1971
  - † Lessinigalathea De Angeli & Garassino, 2002 – Eoceno
  - † Lophoraninella Glaessner, 1945 – Cretáceo
  - † Luisogalathea Karasawa & Hayakawa, 2000 – Cretáceo
  - Macrothea Macpherson & Cleva, 2010
  - † Mesogalathea Houša, 1963 – Jurássico ao Cretáceo
  - Nanogalathea Tirmizi & Javed, 1980
  - † Palaeomunida Lőrenthey, 1901 –Jurássico ao Oligoceno
  - Phylladiorhynchus Baba, 1969
  - † Spathagalathea De Angeli & Garassino, 2002 –Eoceno
- Munididae Ahyong et al., 2010
  - Agononida Baba & de Saint Laurent, 1996
  - Anomoeomunida Baba, 1993
  - Anoplonida Baba & de Saint Laurent, 1996
  - Babamunida Cabezas, Macpherson & Machordom, 2008
  - Bathymunida Balss, 1914
  - Cervimunida Benedict, 1902
  - † Cretagalathea Garassino, De Angeli & Pasini, 2008 – Cretáceo
  - Crosnierita Macpherson, 1998
  - Enriquea Baba, 2005
  - Heteronida Baba & de Saint Laurent, 1996
  - Sadayoshia Baba, 1969
  - Munida Leach, 1820
  - Neonida Baba & de Saint Laurent, 1996
  - Onconida Baba & de Saint Laurent, 1996
  - Paramunida Baba, 1988
  - Pleuroncodes Stimpson, 1860
  - Plesionida Baba & de Saint Laurent, 1996
  - † Protomunida Beurlen, 1930 – Paleoceno ao Eoceno
  - Raymunida Macpherson & Machordom, 2000
  - Setanida Macpherson, 2006
  - Tasmanida Ahyong, 2007
  - Torbenella Baba, 2008
- Munidopsidae Ortmann, 1898
  - † Brazilomunida Martins-Neto, 2001 – Cretáceo
  - † Calteagalathea De Angeli & Garassino, 2006 – Cretáceo
  - † Eomunidopsis Vía Boada, 1981 – Jurássico ao Cretáceo
  - † Faxegalathea Jakobsen & Collins, 1997 – Paleoceno
  - Galacantha A. Milne-Edwards, 1880
  - † Gastrosacus von Meyer, 1851 – Jurássico ao Cretáceo
  - Leiogalathea Baba, 1969
  - Munidopsis Whiteaves, 1874
  - † Munitheities Lőrentheyin Lőrenthey& Beurlen, 1929 – Jurássico
  - † Palaeomunidopsis Van Straelen, 1925 – Jurássico
  - † Paragalathea Patrulius, 1960 – Jurássico ao Cretáceo
  - Shinkaia Baba & Williams, 1998
- Porcellanidae Haworth, 1825
  - Aliaporcellana Nakasone & Miyake, 1969
  - Allopetrolisthes Haig, 1960
  - Ancylocheles Haig, 1978
  - † Annieporcellana Fraaije, Van Bakel, Jagt & Artal, 2008
  - † Beripetrolisthes De Angeli & Garassino, 2002
  - Capilliporcellana Haig, 1978
  - Clastotoechus Haig, 1960
  - Enosteoides Johnson, 1970
  - † Eopetrolisthes De Angeli & Garassino, 2002
  - Euceramus Stimpson, 1860
  - Eulenaios Ng & Nakasone, 1993
  - Heteropolyonyx Osawa, 2001
  - Heteroporcellana Haig, 1978
  - Liopetrolisthes Haig, 1960
  - Lissoporcellana Haig, 1978
  - † Lobipetrolisthes De Angeli & Garassino, 2002
  - † Longoporcellana Müller & Collins, 1991
  - Madarateuchus Harvey, 1999
  - Megalobrachium Stimpson, 1858
  - Minyocerus Stimpson, 1858
  - Neopetrolisthes Miyake, 1937
  - Neopisosoma Haig, 1960
  - Novorostrum Osawa, 1998
  - Orthochela Glassell, 1936
  - Pachycheles Stimpson, 1858
  - Parapetrolisthes Haig, 1962
  - Petrocheles Miers, 1876
  - Petrolisthes Stimpson, 1858
  - Pisidia Leach, 1820
  - Polyonyx Stimpson, 1858
  - Porcellana Lamarck, 1801
  - Porcellanella White, 1852
  - † Porcellanoidea C.-H. Hu & Tao, 1996
  - Pseudoporcellanella Sankarankutty, 1961
  - Raphidopus Stimpson, 1858
  - Ulloaia Glassell, 1938

## Registo fóssil
Dois outros táxons fósseis podem vir a ser incluídos na superfamília, mas não foram considerados na elaboração das sinopses mais recentes. A família Retrorsichelidae contém uma única espécie conhecida, Retrorsichela laevis, do Campaniano, a qual foi provisoriamente incluída nos Galatheoidea pelos seus autores. o género Ovocarcinus, do Eoceno, contendo apenas O. elongatus, foi inicialmente colocado como em incertae sedis.